# Mycomya ostensackeni
Mycomya ostensackeni är en tvåvingeart som beskrevs av Vaisanen 1984. Mycomya ostensackeni ingår i släktet Mycomya och familjen svampmyggor. Inga underarter finns listade i Catalogue of Life.